# Anita Kajlichová
Anita Kajlichová (ur. 24 lutego 1939 w Bratysławie) – czechosłowacka aktorka.

## Filmografia
- Człowiek z pierwszego stulecia(inne języki)[2] (1961[3] lub 1962[4]) – Eva[5][4]